# پونپاتی لوگانیماسی
پونپاتی لوگانیماسی (انگلیسی: Ponepati Loganimasi؛ زادهٔ ۲۶ مارس ۱۹۹۸) بازیکن راگبی ۷ نفره اهل فیجی است.
وی در مسابقات کشوری و بین‌المللی در مجموع برندهٔ ۱ مدال نقره شده است.